# Осіріс (екзопланета)
Осіріс (англ. Osiris, HD 209458 b) — це екзопланета, яка обертається навколо аналога Сонця HD 209458 у сузір'ї Пегаса, приблизно за 157 світлових років (48 парсеків) від Сонячної системи. Середній радіус орбіти планети дорівнює 0.047 астрономічної одиниці, або одній восьмій радіуса орбіти Меркурія (0.39 АО, або 58 млн км). Настільки малий орбітальний радіус призводить до того, що рік на планеті триває 3.5 земних дня, а температура поверхні сягає приблизно 1,000 °C. Маса планети в 220 разів перевищує земну (0.69 маси Юпітера) при об'ємі приблизно в 2.5 рази більшому, ніж у Юпітера. Велика маса та об'єм HD 209458 b вказують на те, що це газовий гігант.
HD 209458 b є визначним об'єктом в історії дослідження екзопланет. Так, вона стала першою відкритою екзопланетою, що мала цілий ряд характерних особливостей:
- Перша позасонячна планета, яка здійснює проходження диском зорі
- Перша екзопланета, виявлена більш ніж одним методом
- Перша позасонячна планета, яка достовірно має атмосферу
- Перша позасонячна планета, на якій спостерігається воднева атмосфера, що випаровується
- Перша позасонячна планета, у вмісті атмосфери якої виявлено кисень та вуглець
- Одна з перших двох позасонячних планет, для яких проводилися спектроскопічні дослідження
- Перший позасонячний газовий гігант з виміряним явищем супершторму
- Перша планета, для якої було проведено безпосереднє визначення маси через вимірювання орбітальної швидкості[10]

На основі застосування новітніх теоретичних моделей станом на квітень 2007 року вважається, що це перша позасонячна планета, в атмосфері якої виявлено водяну пару.
У липні 2014 року NASA оголосило про виявлення дуже сухої атмосфери на HD 209458 b і двох інших екзопланетах (HD 189733 b і WASP-12b), що обертаються навколо сонцеподібних зірок.
HD 209458 b отримав прізвисько «Осіріс» на честь єгипетського бога — воно було визнано МАС, але станом на  2024 рік ще не затверджено як офіційна власна назва.

## Виявлення та дослідження

### Проходження
Наявність планети біля HD 209458 вперше була підтверджена 5 листопада 1999 року в результаті спектроскопічних досліджень. Згодом материнська зоря цієї планети увійшла у перелік зір з підтвердженими екзопланетними системами, до яких було застосовано фотометрію — очікувалося, що таким чином вдасться проспостерігати падіння яскравості, спричинене проходженням планети диском зорі. Для цього орбіта планети повинна мати нахил, що б забезпечив проходження планети між зорею та спостерігачем.
Незабаром після відкриття окремі групи, одна під керівництвом Девіда Шарбоне, включно з Тімоті Брауном та іншими, а інша під керівництвом Грегорі У. Генрі, змогли виявити проходження планети диском зорі — таким чином, HD 209458 b стала першою позасонячною планетною системою, для якої було зафіксовано транзит. 9 і 16 вересня 1999 року команда Шарбоне зафіксувала падіння яскравості HD 209458 на 1.7 %, яке була спричинена блокуванням екзопланетою частини світла від зорі. 8 листопада команда Генрі спостерігала часткове проходження, зафіксувавши лише його початок — не будучи впевненими у отриманих даних, дослідники вирішили поспішно опублікувати результати своїх досліджень, почувши чутки, що команда Шарбоне успішно побачила цілий транзит іще у вересні. Статті обох дослідницьких груп були опубліковані одночасно в одному номері The Astrophysical Journal. Згідно цих досліджень, кожен транзит триває близько трьох годин, протягом яких планета покриває приблизно 1.5 % поверхні диска зорі.
Після багаторазових спостережень супутника Hipparcos з'явилася можливість дуже точно обчислити орбітальний період HD 209458 b — 3.524736 дня.

### Спектроскопія
Спектроскопічний аналіз показав, що маса планети становить приблизно 0,69 маси Юпітера. Спостереження транзитів дозволило обчислити радіус екзопланети, що раніше було неможливо для жодного іншого позасонячного планетного тіла. В результаті виявилося, що HD 209458 b має радіус приблизно на 35 % більший, ніж у Юпітера. Раніше була висунута гіпотеза, що гарячі юпітери повинні демонструвати низьку щільність через інтенсивне нагрівання зовнішньої атмосфери — особливо ті, що знаходяться на малих відстанях від своєї материнської зорі. Зараз вважається, що припливне нагрівання, спричинене більшим під час формування планети ексцентриситетом орбіти, також міг відіграти у цьому значущу роль протягом останніх мільярдів років.

### Пряме спостереження

Проходження HD 209458 b диском зорі.

22 березня 2005 року NASA оприлюднило новини про те, що інфрачервоне світло від планети було виміряно космічним телескопом Spitzer — це стало першим прямим спостереженням світла, відбитого від позасонячної планети. Це було зроблено шляхом віднімання постійного світла материнської зорі та зміненого, коли планета проходила перед або позаду зорі — таким чином була отримана кількість світла, відбитого самою планетою. Нові вимірювання в результаті цього спостереження показали, що температура планети становить щонайменше 750 °C або порядку 1100 K. Також була підтверджена наявність майже кругової орбіти HD 209458 b.

### Спектральне спостереження
21 лютого 2007 року NASA та Nature оприлюднили новини про те, що HD 209458 b була однією з перших двох позасонячних планет, спектри яких вдалося спостерігати безпосередньо — іншою такоюпланетою була HD 189733 b. Довгий час це вважалося основою механізму, за допомогою якого можна було шукати позасонячні форми життя на екзопланетах, розглядаючи їх можливий вплив на атмосферу планети. Група дослідників на чолі з Джеремі Річардсоном з Центру космічних польотів імені Годдарда провела спектральні дослідження атмосфери HD 209458 b в діапазоні від 7.5 до 13.2 мікрометрів. Результати суперечили теоретичним очікуванням одразу за рядом показників: передбачалося, що спектр матиме пік на 10 мікрометрах, що вказувало б на наявність водяної пари в атмосфері, але його не було, що вказало на відсутність в атмосфері водяної пари. Інший непередбачуваний пік спостерігався на 9.65 мікрометрах — його дослідники приписали хмарам силікатного пилу — явищу, на той момент унікальному для позасонячних планетних систем. Інший пік прийшовся на 7,78 мікрометра, чому дослідники на той момент не змогли знайти пояснення. Окрема група під керівництвом Марка Суейна з Лабораторії реактивного руху повторно проаналізувала результати дослідження Річардсона та дійшла схожих висновків.
23 червня 2010 року астрономи оголосили, що вони виміряли супершторм (зі швидкістю вітру до 7,000 км/год або 2,000 м/с) вперше в атмосфері HD 209458 b. Проведені Дуже Великим Телескопом ESO та розташованим на його базі спектрографом CRIRES спектральні дослідження чадного газу в атмосфері планети показують, що він рухається з надзвичайно розігрітої денної сторони до прохолоднішої нічної сторони планети. Ці спостереження також дали можливість виміряти орбітальну швидкість самої екзопланети, забезпечуючи пряме визначення її маси.
Станом на 2021 рік спектри атмосфери HD 209458 b, отримані різними інструментами, залишаються дуже суперечливими. Зазвичай вони вказують або на атмосферу з малим вмістом металів, що має температуру нижче відмітки термодинамічної рівноваги чорного тіла, або на нерівноважний хімічний склад атмосфери.

## Обертання
У серпні 2008 року в результаті вимірювання ефекту Россітера–Маклафліна для HD 209458 b показали, що величина спін-орбітального кута (кута між віссю обертання та площиною орбіти) становить −4,4 ± 1,4°.
Дослідження 2012 року виявило більшу невизначеність, показавши, що спін-орбітальний кут становить −5 ± 7°.

## Фізичні характеристики

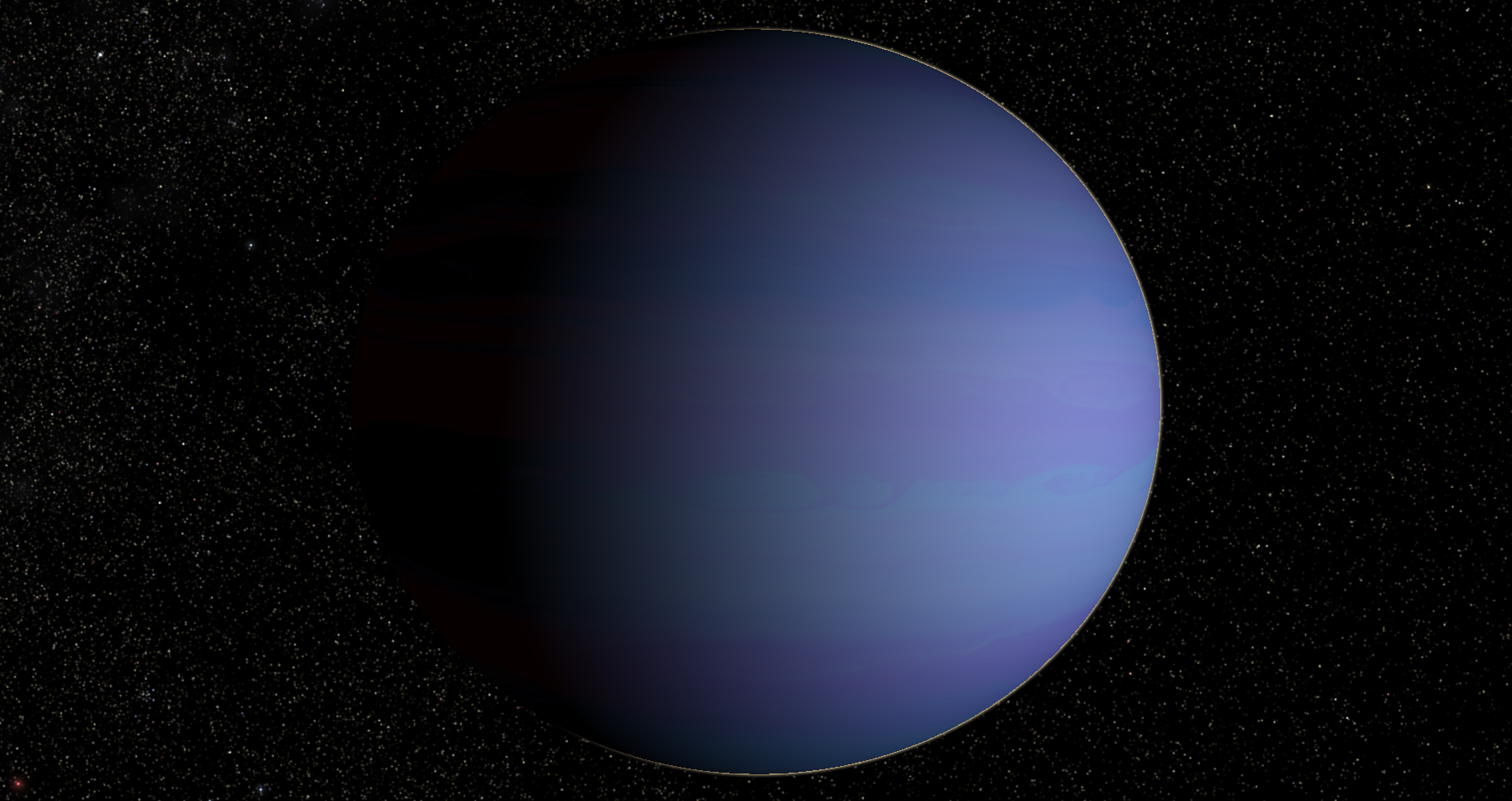
HD 209458 b в уявленні художника.

### Стратосфера та верхні хмари
Тиск атмосфери на висоті у 1,29 радіуса Юпітера над центром планети становить один бар.
Там, де тиск становить 33 ± 5 мілібар, атмосфера прозора (ймовірно, воднева), що дозволяє виміряти ефект Релея. Температура при такому тиску становить 2200 ± 260 K (1900 ± 260 °C).
Спостереження за допомогою орбітального телескопа MOST спочатку демонстрували, що альбедо планети знаходиться на відмітці нижче 0,3, що робило її на диво темним об'єктом. Геометричне ж альбедо, виміряне з тих пір, становить 0,038 ± 0,045. Для порівняння, Юпітер має набагато вищий показник альбедо, що дорівнює 0,52. Це свідчить про те, що верхня хмарна оболонка HD 209458 b або складається з менш відбиваючого матеріалу, ніж це є у Юпітера, або не має хмар і забезпечує релеєвське розсіювання вхідного випромінювання подібно до океанів на Землі. Пізніше моделі показали, що між верхньою частиною атмосфери та гарячим газом високого тиску, що оточує мантію, існує стратосфера з більш холодного газу. Це вказує на наявність зовнішньої оболонки з темних непрозорих гарячих хмар. У загальному випадку вважається, що вони складаються з оксиду ванадію та титану, але поки не можна виключати й інші сполуки, такі як толіни. Дослідження 2016 року показало, що хмарний покрив на великих висотах неоднорідний і забезпечує покриття близько 57 відсотків поверхні планети. Розігрітий водень, що забезпечує релеєвське розсіювання, знаходиться у верхній частині стратосфери. Поглинаюча частина хмарного покриву знаходиться над ним на висоті із рівнем тиску у 25 мілібар.

### Екзосфера
27 листопада 2001 року за допомогою спостережень з космічного телескопа «Хаббл» в атмосфері планети було виявлено натрій. Це був перший випадок визначення складу планетарної атмосфери за межами Сонячної системи. Тиск в потоках натрію на планеті коливається від 50 мілібар до одного мікробар. Це становить приблизно третину від кількості натрію на HD 189733 b.
Станом на 2020 рік наявності натрію в атмосфері HD 209458 b виявлено не було.
У 2003—2004 роках було проведено спостереження проходжень екзопланети диском материнської зорі в ультрафіолетовому діапазоні за допомогою спектрографа космічного телескопа «Хаббл». В результаті цих спостережнь було виявлено, що на частоті лінії Лайман-альфа блокування світла від зорі відбувається особливо інтенсивно — так, саме в цьому діапазоні яскравість HD 209458 падає на 15 %, що на порядки перевищує ступінь затемнення, забезпечуваного звичайним транзитом. Для обґрунтування цього явища була висунута гіпотеза про наявність еліпсоїдальної оболонки з водню, вуглецю і кисню навколо планети, температура якої сягає 10,000 K. Воднева екзосфера простягається на відстань RH=3.1 RJ, що набагато більше радіуса планети (1.32 RJ). За такої температурі і відстані розподіл швидкостей частинок за Максвеллом-Больцманом призводить до утворення чималого «хвоста» з атомів, що рухаються зі швидкостями, що перевищують другу космічну швидкість. За оцінками, планета втрачає близько 100—500 мільйонів кілограм водню за секунду. Аналіз зоряного світла, що проходить через оболонку, показує, що важчі атоми вуглецю та кисню покидають планету через екстремальний гідродинамічний опір, створюваний водневою атмосферою, що випаровується з планети. Довжина водневого хвоста, що виходить від планети, становить приблизно 200,000 км, що приблизно еквівалентно її діаметру. На основі цих висновків HD 209458 b також називають планетою-кометою через схожу природу виникнення хвоста.
Вважається, що цей тип втрати атмосфери може бути загальним для всіх планет, що обертаються навколо сонцеподібних зірок ближче, ніж на 0.1 АО. Очікується, що HD 209458 b не випарується повністю, хоча за час свого передбачуваного існування в 5 мільярдів років планета маоже втратити до 7 % своєї маси. Цілком можливо, що магнітне поле планети може запобігти цій втраті, оскільки екзосфера буде іонізована зоряним випроміненням, і магнітне поле буде утримувати іони біля планети.

### Склад атмосфери
10 квітня 2007 року Тревіс Барман із обсерваторії Лоуелла виявив докази того, що атмосфера HD 209458 b містить водяну пару. Використовуючи комбінацію раніше опублікованих вимірювань космічного телескопа «Хаббл» та нових теоретичних моделей, Барман висунув гіпотезу про те, що атмосфера екзопланети поглинає воду — його метод моделювання включав проходження світла безпосередньо через атмосферу планети під час транзиту останньої диском зорі.
Барман спирався на дані та вимірювання з космічного телескопа Хаббла, зроблені Хізер Натсон, студенткою Гарвардського університету, і застосував нові теоретичні моделі, щоб продемонструвати ймовірність поглинання води в атмосфері планети. Проходження екзопланети диском материнської зорі відбувається кожні три з половиною дні, і під час кожного транзиту склад атмосфери можна проаналізувати, дослідивши, як атмосфера поглинає світло, що іде в напрямку Землі безпосередньо через атмосферу планети.
Згідно з кінцевим результатом дослідження, внаслідок поглинання атмосферної води такою екзопланетою в одній частині інфрачервоного спектра вона здається більшою порівняно з довжинами хвиль у видимому спектрі. Внаслідок застосування даних Натсона про HD 209458 b до своєї теоретичної моделі, Барман визначив можливе поглинання води в атмосфері екзопланети.
24 квітня астроном Девід Шарбоне, який очолював спостереження за допомогою космічного телескопу «Хаббл», попередив, що апаратура телескопу могла стати причиною змін, які змусили теоретичну модель припустити наявність води. Він очікував, що протягом найближчого часу питання спотворень апаратурою телескопа спостережних даних буде вирішено. Станом на квітень 2007 року зв'язку даних із апаратурою телескопу не виявлено.
20 жовтня 2009 року дослідники Лабораторії реактивного руху оголосили про відкриття в атмосфері екзопланети водяної пари, вуглекислого газу та метану.
Спектри, отримані в 2021 році, замість цього виявили водяну пару, чадний газ, ціаністий водень, метан, аміак і ацетилен, що вказує на вкрай високе молярне співвідношенню вуглецю до кисню, що дорівнює 1.0 (наприклад, Сонце має молярне співвідношення C/O 0.55). Якщо це правда, то HD 209458 b може бути яскравим прикладом вуглецевої планети.

## Магнітне поле
У 2014 році через розгляд випаровування водню було досліджено магнітне поле навколо HD 209458 b, інтенсивність якого була оцінена приблизно в одну десяту від поля Юпітера. Це стало першим виявленням магнітного поля на екзопланеті.

### Пошук радіовипромінювання
Оскільки HD 209458 b обертається на відстані менше 0,1 АО від своєї материнської зорі, теоретики висунули гіпотезу, що вона може спричиняти спалахи останньої, синхронізовані з орбітальним періодом екзопланети. Пошук магнітних взаємодій між зорею та планетою у 2011 році, які призвели б до корональних радіовипромінювань, не дав жодних корисних результатів. Магнітосферних радіовипромінювань планети так само не було виявлено.

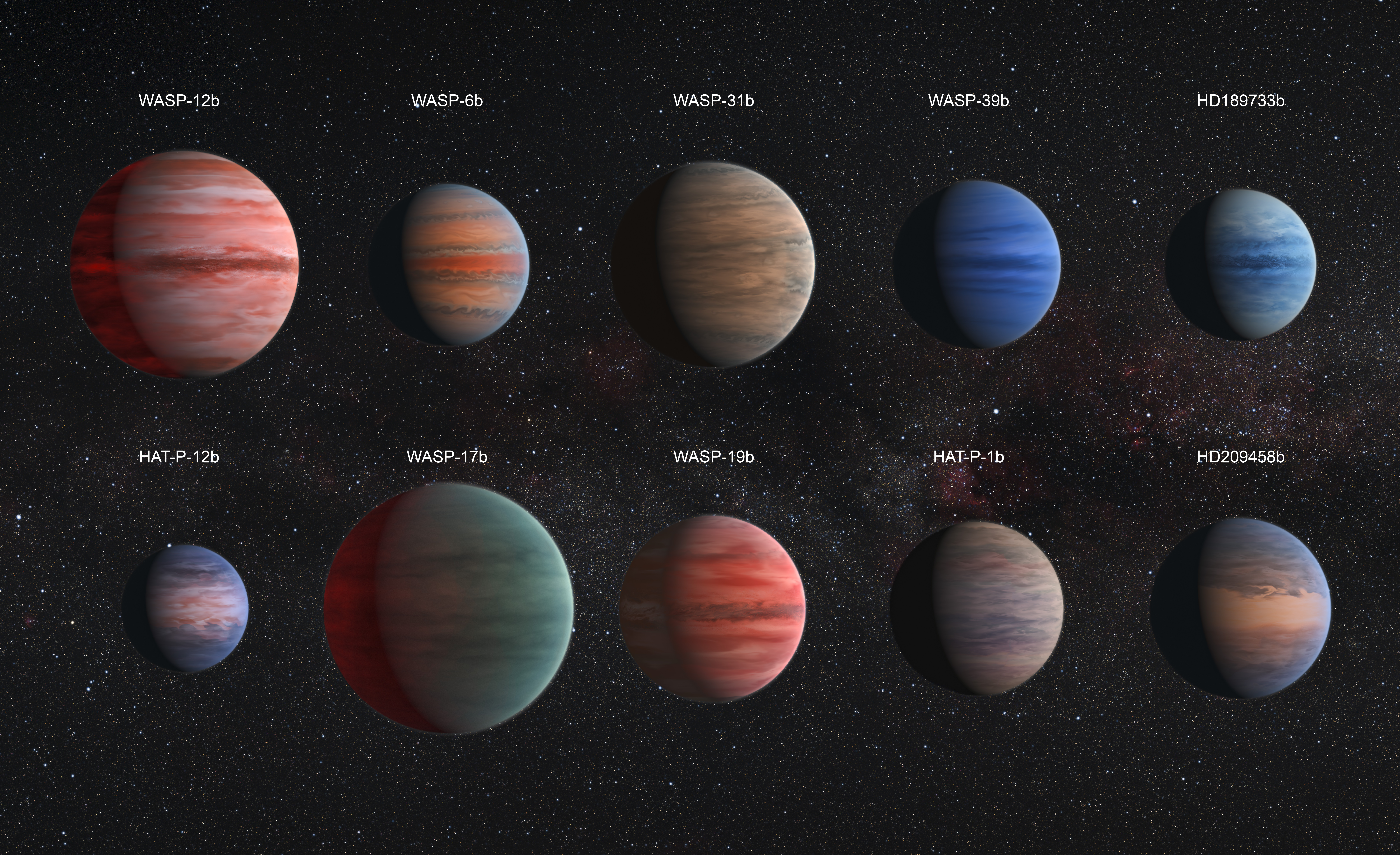
Порівняння вигляду різних гарячих юпітерів в уявленні художника.
Від верхнього лівого до нижнього правого кута: WASP-12 b, WASP-6 b, WASP-31 b, WASP-39 b, HD 189733 b, HAT-P-12 b, WASP-17 b, WASP-19 b, HAT-P-1 b та HD 209458 b.